# Liam Neeson
William John „Liam” Neeson OBE (Ballymena, Észak-Írország, 1952. június 7. –) Oscar-díjra jelölt északír színész.
Egyik legismertebb szerepe Oskar Schindler a Schindler listája című filmben. Továbbá szerepelt még olyan sikeres filmekben, mint a Star Wars I. rész – Baljós árnyak, Narnia krónikái és a Batman: Kezdődik!.

## Fiatalkora
Neeson Észak-Írországban, Ballymenában született Katherine és Barnard Neeson harmadik gyermekeként. Ő a házaspár egyetlen fiúgyermeke; három lánytestvére van: Elizabeth, Bernadette és Rosaline. Neeson a középiskola elvégzése után a belfasti Queen’s egyetemre járt, ahol fizikát és számítógép-tudományt tanult, de igencsak unta a biflázást, éppen ezért inkább elment dolgozni. Targoncakezelő volt a Guinness sörgyárban, majd idővel sofőr lett. Már akkoriban is érdeklődött a színészet iránt, így néhány évvel később a dublini Abbey Theater tagja lett. A színházban komoly feladatokat kapott, mint például a félkegyelmű Lennie szerepe az Egerek és emberek című John Steinbeck-drámában. 1984-ban Kaliforniában felkeresett egy ügynököt, akinek a közbenjárásával ő lett az egyik lázadó a The Bounty-ban, majd a Lamb című filmben eljátszhatta első főszerepét.

## Pályafutása
Kezdetben olyan tévésorozatokban is szerepelt, mint a Miami Vice, de feltűnt Clint Eastwood Piszkos Harry című filmjenek ötödik részében, a Holtbiztos tippben is 1988-ban. A nagy áttörés 1990-ben következett be Neeson számára, amikor is Sam Raimi rendező Darkman című mozijának főszerepét alakította és az alkotás szakmai és közönségsikert aratott.
Ennek ellenére Neeson mégis inkább a színpadot választotta és a Broadwayn debütált Eugene O’Neill Anna Christie című darabjában. Ettől függetlenül Woody Allen Férjek és feleségek című filmjében is szerepelt 1992-ben. A másik nagy változás pályafutásában Steven Spielberg nevéhez fűződik, akinek felesége közbenjárásával megkapta Oskar Schindler szerepét a Schindler listája (1993) című filmeposzban. Spielberg a szerep érdekében ugyan kezdetben sikertelen hízókúrára fogta a Neesont, azonban végül a színész karcsún is nagyszerű alakítást nyújtott és a filmre Oscar-díjak záporoztak. Neeson egy csapásra sztár lett és következhetett egy romantikus film, méghozzá Walter Scott klasszikus regényéből, a Rob Roy, Neesonnal a címszerepben. Majd megint egy nevezetes ír hazafi következett, Michael Collins, aki az ír köztársasági hadsereg vezetője volt. Közben Jodie Foster partnere is volt a Nell, a remetelányban. Amikor 1999-ben Hollywoodban terjedni kezdtek a pletykák, hogy George Lucas szereplőket keres új Csillagok háborúja-filmjéhez, Neeson azonnal belelkesedett és erőfeszítéseit siker koronázta, hiszen ő kapta meg Qui-Gon Jinn szerepét Ewan McGregor partnereként. A Baljós árnyak azonban vegyes visszhangokat váltott ki, viszont a közönség és a kritika is egyaránt elismerte Neeson kiváló játékát.
2000-ben Sandra Bullock-kal jatszott együtt a Zsaru pánikban című krimivígjátékban, 2002-ben pedig Harrison Ford partnere volt Kathryn Bigelow Atomcsapda című tengeralattjárós filmjében. A 2003-as népszerű romantikus film, az Igazából szerelem egyik szereplője is volt. 2004-ben Bill Condon rendezővel találta meg a közös hangot és Neeson Alfred Kinsey szexológus bőrébe bújt a Kinsey című filmben. Neeson habozás nélkül elfogadta Christopher Nolan felkérését a Batman: Kezdődik! című képregényfilmbe, melyben Henry Ducard szerepét kapta meg. 2008-ban mutatták be az Elrabolva című akciófilmjét, mely nagy sikert aratott, ez ágyazott meg a következő évek akciófilmes korszakának. Ilyen filmjei voltak többek közt az Elrabolva két folytatása (Elrabolva 2., Elrabolva 3.), az Ismeretlen férfi, a Sírok között, a Non-Stop, az Éjszakai hajsza, a The Commuter – Nincs kiszállás, a Dermesztő hajsza, a Becsületes tolvaj, Az oltalmazó, a Sötét múlt, a Gyilkos memória, vagy a Megtorlás.
Ezeken kívül játszott kalandfilmekben, mint a Fehér pokol vagy a Jeges pokol, fantasy-kalandfilmben, mint A titánok haragja, A szupercsapat mozifilmváltozatában, sci-fi-vígjátékban, mint a Men in Black – Sötét zsaruk a Föld körül, történelmi filmben, mint a Némaság, és vígjátékban is, mint a Made in Italy.

## Magánélete
1994. július 3-án feleségül vette Natasha Richardsont, Tony Richardson és Vanessa Redgrave lányát, Joely Richardson testvérét. Két közös gyermekük született: Micheál Richard Antonio 1995. június 22-én, Daniel Jack pedig 1996. augusztus 28-án. Felesége 2009. március 18-án egy síbalesetben vesztette életét.
1999-ben Neeson a Brit Birodalom Tisztje kitüntetést kapta II. Erzsébet királynőtől.

## Filmográfia

### Film
| Év   | Magyar cím                                                    | Eredeti cím                                                    | Szerep                               | Magyar hang          | Rendező                    |
| ---- | ------------------------------------------------------------- | -------------------------------------------------------------- | ------------------------------------ | -------------------- | -------------------------- |
| 1978 |                                                               | Pilgrim's Progress                                             | Evangélista / Jézus krisztus         |                      | Ken Anderson (1.)          |
| 1979 |                                                               | Christiana                                                     | nagyszívű                            |                      | Ken Anderson (2.)          |
| 1981 |                                                               | Nailed                                                         | fiatal katolikus                     |                      | Bill Anderson              |
| 1981 | Excalibur                                                     | Excalibur                                                      | Gawain                               | Csernák János        | John Boorman               |
| 1981 | Excalibur                                                     | Excalibur                                                      | Gawain                               | Dózsa Zoltán         | John Boorman               |
| 1983 | Támadás a Krull bolygó ellen                                  | Krull                                                          | Kegan                                | Gáti Oszkár          | Peter Yates (1.)           |
| 1984 | A Bounty                                                      | The Bounty                                                     | Charles Churchill                    | Trokán Péter         | Roger Donaldson            |
| 1985 |                                                               | The Innocent                                                   | John Carns                           |                      | John Mackenzie             |
| 1985 |                                                               | Lamb                                                           | Michael Lamb                         |                      | Colin Gregg                |
| 1986 | A misszió                                                     | The Mission                                                    | John Fielding                        | Rátóti Zoltán        | Roland Joffé               |
| 1986 | Egyszemélyes duett                                            | Duet for One                                                   | Totter                               | Selmeczi Roland      | Andrei Konchalovsky        |
| 1986 | Delta Kommandó                                                | The Delta Force                                                | delta kommandós Aslan (cameo)        | nem szólal meg       | Menahem Golan              |
| 1986 | Őrizd az álmot!                                               | Hold The Dream                                                 | Blackie O'Neill                      | Ujlaki Dénes         | Don Sharp                  |
| 1987 | A gyanúsított                                                 | Suspect                                                        | Carl Anderson                        | Végh Péter           | Peter Yates (2.)           |
| 1987 | Ima egy haldoklóért                                           | A Prayer for the Dying                                         | Liam Docherty                        | Szabó Sipos Barnabás | Mike Hodges                |
| 1988 | Gördülő kavicsok                                              | Satisfaction                                                   | Martin Falcon                        |                      | Joan Freeman               |
| 1988 | Holtbiztos tipp                                               | The Dead Pool                                                  | Peter Swan                           | Papp János           | Buddy Van Horn             |
| 1988 | Két szülő közt                                                | The Good Mother                                                | Leo Cutter                           |                      | Leonard Nimoy              |
| 1988 | Pajzán kísértetek                                             | High Spirits                                                   | Martin Brogan                        | Mihályi Győző        | Neil Jordan (1.)           |
| 1989 | A vér szava                                                   | Next of Kin                                                    | Briar Gates                          | Melis Gábor          | John Irvin                 |
| 1990 | Darkman                                                       | Darkman                                                        | Peyton Westlake / Darkman            | Szabó Sipos Barnabás | Sam Raimi                  |
| 1990 | A nagy ember                                                  | The Big Man                                                    | Danny Scoular                        | Trokán Péter         | David Leland               |
| 1991 | Az ideális gyanúsított                                        | Under Suspicion                                                | Tony Aaron                           | Szakácsi Sándor      | Simon Moore                |
| 1992 | Páratlan prédikátor                                           | Leap of Faith                                                  | Will Braverman seriff                | Szakácsi Sándor      | Richard Pearce             |
| 1992 | Férjek és feleségek                                           | Husbands and Wives                                             | Michael                              | Jakab Csaba          | Woody Allen                |
| 1992 | Felhők közül a nap                                            | Shining Through                                                | Franz-Otto Dietrich                  | Szabó Sipos Barnabás | David Seltzer              |
| 1993 | Ethan Frome                                                   | Ethan Frome                                                    | Ethan Frome                          | Szakácsi Sándor      | John Madden                |
| 1993 | Schindler listája                                             | Schindler's List                                               | Oskar Schindler                      | Gáti Oszkár          | Steven Spielberg           |
| 1993 | Ruby Cairo                                                    | Ruby Cairo                                                     | Fergus Lamb                          | Szakácsi Sándor      | Graeme Clifford            |
| 1994 | Nell, a remetelány                                            | Nell                                                           | Dr. Jerome 'Jerry' Lovell            | Szakácsi Sándor      | Michael Apted (1.)         |
| 1995 | Rob Roy                                                       | Rob Roy                                                        | Rob Roy MacGregor                    | Csankó Zoltán        | Michael Caton-Jones        |
| 1996 | Michael Collins                                               | Michael Collins                                                | Michael Collins                      | Helyey László        | Neil Jordan (2.)           |
| 1996 | A gyanú árnyéka                                               | Before and After                                               | Ben Ryan                             | Máté Gábor           | Barbet Schroeder           |
| 1998 | A nyomorultak                                                 | Les Misérables                                                 | Jean Valjean                         | Gáti Oszkár          | Bille August               |
| 1998 | Everest – a remény csúcsa                                     | Everest                                                        | Narrátor (hangja)                    | Epres Attila         | David Breashears           |
| 1999 | Az átok                                                       | The Haunting                                                   | Dr. David Marrow                     | Szakácsi Sándor      | Jan De Bont                |
| 1999 | Star Wars I. rész – Baljós árnyak                             | Star Wars Episode I: The Phantom Menace                        | Qui-Gon Jinn                         | Kovács István        | George Lucas (1.)          |
| 2000 | Zsaru pánikban                                                | Gun Shy                                                        | Charlie                              | Gáti Oszkár          | Eric Blakeney              |
| 2002 | Atomcsapda                                                    | K-19: The Widowmaker                                           | Mikhail Polenin                      | Szakácsi Sándor      | Kathryn Bigelow            |
| 2002 | Star Wars II. rész – A klónok támadása                        | Star Wars: Episode II – Attack of the Clones                   | Qui-Gon Jinn (cameo hangja)          | Kovács István        | George Lucas (2.)          |
| 2002 | New York bandái                                               | Gangs of New York                                              | Vallon                               | Csankó Zoltán        | Martin Scorsese (1.)       |
| 2003 | Igazából szerelem                                             | Love Actually                                                  | Daniel                               | Kovács István        | Richard Curtis             |
| 2004 | Kinsey                                                        | Kinsey                                                         | Alfred Kinsey                        | Jakab Csaba          | Bill Condon                |
| 2005 | Mennyei királyság                                             | Kingdom of Heaven                                              | Godfrey                              | Kovács István        | Ridley Scott               |
| 2005 | Batman: Kezdődik!                                             | Batman Begins                                                  | Henri Ducard / Rasz al-Gúl           | Szakácsi Sándor      | Christopher Nolan (1.)     |
| 2005 | Reggeli a Plútón                                              | Breakfast on Pluto                                             | Liam atya                            | Kőszegi Ákos         | Neil Jordan (3.)           |
| 2005 | Narnia Krónikái: Az oroszlán, a boszorkány és a ruhásszekrény | The Chronicles of Narnia: The Lion, the Witch and the Wardrobe | Aslan (hangja)                       | Vass Gábor           | Andrew Adamson (1.)        |
| 2006 | Seraphim Falls – A múlt szökevénye                            | Seraphim Falls                                                 | Morsman Carver ezredes               | Csernák János        | David Von Ancken           |
| 2008 | A másik férfi                                                 | The Other Man                                                  | Peter                                | Kovács István        | Richard Eyre               |
| 2008 | Elrabolva                                                     | Taken                                                          | Bryan Mills                          | Csernák János        | Pierre Morel               |
| 2008 | Narnia Krónikái: Caspian herceg                               | The Chronicles of Narnia: Prince Caspian                       | Aslan (hangja)                       | Vass Gábor           | Andrew Adamson (2.)        |
| 2009 | Chloe – A kísértés iskolája                                   | Chloe                                                          | David Stewart                        | Csankó Zoltán        | Atom Egoyan                |
| 2009 | A halott túlélő                                               | After.Life                                                     | Eliot Deacon                         | Csernák János        | Agnieszka Wojtowicz-Vosloo |
| 2009 | Öt perc mennyország                                           | Five Minutes of Heaven                                         | Alistair Little                      | Csernák János        | Oliver Hirschbiegel        |
| 2010 | A következő három nap                                         | The Next Three Days                                            | Damon Pennington                     | Csankó Zoltán        | Paul Haggis (1.)           |
| 2010 | Narnia Krónikái: A Hajnalvándor útja                          | The Chronicles of Narnia: The Voyage of the Dawn Treader       | Aslan (hangja)                       | Vass Gábor           | Michael Apted (2.)         |
| 2010 | A szupercsapat                                                | The A-Team                                                     | John "Hannibal" Smith ezredes        | Gáti Oszkár          | Joe Carnahan (1.)          |
| 2010 | A titánok harca                                               | Clash of the Titans                                            | Zeusz                                | Helyey László        | Louis Leterrier            |
| 2011 | Ismeretlen férfi                                              | Unknown                                                        | Dr. Martin Harris                    | Jakab Csaba          | Jaume Collet-Serra (1.)    |
| 2012 | Elrabolva 2.                                                  | Taken 2                                                        | Bryan Mills                          | Csernák János        | Olivier Megaton (1.)       |
| 2012 | A sötét lovag – Felemelkedés                                  | The Dark Knight Rises                                          | Rasz al-Gúl (cameo)                  | Csernák János        | Christopher Nolan (2.)     |
| 2012 | Csatahajó                                                     | Battleship                                                     | Shane admirális                      | Gáti Oszkár          | Peter Berg                 |
| 2012 | A titánok haragja                                             | Wrath of the Titans                                            | Zeusz                                | Helyey László        | Jonathan Liebesman         |
| 2012 | Fehér pokol                                                   | The Grey                                                       | John Ottway                          | Csernák János        | Joe Carnahan (2.)          |
| 2013 | Harmadik fél                                                  | Third Person                                                   | Michael Leary                        | Csernák János        | Paul Haggis (2.)           |
| 2013 | Ron Burgundy: A legenda folytatódik                           | Anchorman 2: The Legend Continues                              | History Channel-vendég (cameo)       | Jakab Csaba          | Adam McKay                 |
| 2013 | Khumba                                                        | Khumba                                                         | Ragadúr (hangja)                     | Gáti Oszkár          | Anthony Silverston         |
| 2014 | A mogyoró-meló                                                | The Nut Job                                                    | Csutak (hangja)                      | Papp János           | Peter Lepeniotis           |
| 2014 | A Lego-kaland                                                 | The Lego Movie                                                 | Rossz zsaru / Jó zsaru (hangja)      | Csernák János        | Chris Miller               |
| 2014 | A Lego-kaland                                                 | The Lego Movie                                                 | Apazsaru (hangja)                    | Várkonyi András      | Chris Miller               |
| 2014 | Kahlil Gibran: A próféta                                      | The Prophet                                                    | Mustafa (hangja)                     |                      | Roger Allers               |
| 2014 | Non-Stop                                                      | Non-Stop                                                       | Bill Marks                           | Csernák János        | Jaume Collet-Serra (2.)    |
| 2014 | Hogyan rohanj a veszTEDbe                                     | A Million Ways to Die in the West                              | Clinch Leatherwood                   | Gáspár Sándor        | Seth MacFarlane (1.)       |
| 2014 | Sírok között                                                  | A Walk Among the Tombstones                                    | Matthew Scudder                      | Csernák János        | Scott Frank                |
| 2014 | Elrabolva 3.                                                  | Taken 3                                                        | Bryan Mills                          | Csernák János        | Olivier Megaton (2.)       |
| 2015 | Éjszakai hajsza                                               | Run All Night                                                  | Jimmy Conlon                         | Csernák János        | Jaume Collet-Serra (3.)    |
| 2015 | Törtetők                                                      | Entourage                                                      | önmaga (cameo)                       | Csernák János        | Doug Ellin                 |
| 2015 | Ted 2.                                                        | Ted 2                                                          | Vásárló (cameo)                      | Kőszegi Ákos         | Seth MacFarlane (2.)       |
| 2015 |                                                               | A Christmas Star                                               | Narrátor / Rádió DJ (hangja)         |                      | Richard Mark Elson         |
| 2016 | A Vadász és a Jégkirálynő                                     | The Huntsman: Winter's War                                     | Narrátor (hangja)                    | Kőszegi Ákos         | Cedric Nicolas-Troyan      |
| 2016 | Váratlan jóbarát (Szólít a szörny)                            | A Monster Calls                                                | Szörny / Conor nagyapja              | Csernák János        | J. A. Bayona               |
| 2016 | Króm hadművelet                                               | Operation Chromite                                             | Douglas MacArthur tábornok           | Jakab Csaba          | John H. Lee                |
| 2016 | Némaság                                                       | Silence                                                        | Cristóvão Ferreira atya              | Jakab Csaba          | Martin Scorsese (2.)       |
| 2017 | Mélytorok: A Watergate-sztori                                 | Mark Felt: The Man Who Brought Down the White House            | Mark Felt rendvédelmi tiszt          | Csernák János        | Peter Landesman            |
| 2017 | Megjött apuci 2.                                              | Daddy's Home 2                                                 | Színész a mozifilmben (cameo hangja) | Csernák János        | Sean Anders                |
| 2018 | The Commuter – Nincs kiszállás                                | The Commuter                                                   | Michael MacCauley                    | Csernák János        | Jaume Collet-Serra (4.)    |
| 2018 | Nyughatatlan özvegyek                                         | Widows                                                         | Harry Rawlins                        | Csernák János        | Steve McQueen              |
| 2019 | Dermesztő hajsza                                              | Cold Pursuit                                                   | Nelson "Nels" Coxman                 | Csernák János        | Hans Petter Moland         |
| 2019 | Men in Black – Sötét zsaruk a Föld körül                      | Men in Black International                                     | Nagy T, a MIB brit vezetője          | Csernák János        | F. Gary Gray               |
| 2019 |                                                               | Ordinary Love                                                  | Tom                                  |                      | Lisa Barros D'Sa           |
| 2019 | Glenn Leyburn                                                 | Ordinary Love                                                  | Tom                                  |                      |                            |
| 2019 | Star Wars IX. rész – Skywalker kora                           | Star Wars: The Rise of Skywalker                               | Qui-Gon Jinn (cameo hangja)          | Kovács István        | J. J. Abrams               |
| 2020 | Made in Italy                                                 | Made in Italy                                                  | Robert Foster                        | Csernák János        | James DʼArcy               |
| 2020 | Becsületes tolvaj                                             | Honest Thief                                                   | Tom Carter / Tom Dolan               | Csernák János        | Mark Williams (1.)         |
| 2021 | Az oltalmazó                                                  | The Marksman                                                   | Jim Hanson                           | Csernák János        | Robert Lorenz (1.)         |
| 2021 | Jeges pokol                                                   | The Ice Road                                                   | Mike                                 | Csernák János        | Jonathan Hensleigh         |
| 2022 | Sötét múlt                                                    | Blacklight                                                     | Travis Block                         | Csernák János        | Mark Williams (2.)         |
| 2022 | Gyilkos memória                                               | Memory                                                         | Alex Lewis                           | Csernák János        | Martin Campbell            |
| 2022 | Marlowe                                                       | Marlowe                                                        | Philip Marlowe                       | Mihályi Győző        | Neil Jordan (4.)           |
| 2022 | Marlowe                                                       | Marlowe                                                        | Philip Marlowe                       | Csernák János        | Neil Jordan (4.)           |
| 2023 | Megtorlás                                                     | Retribution                                                    | Matt Turner                          | Csernák János        | Antal Nimród               |
| 2023 |                                                               | In the Land of Saints and Sinners                              | Finbar Murphy                        |                      | Robert Lorenz (2.)         |
| 2023 | Vadmacska                                                     | Wildcat                                                        | Flynn atya                           | Csernák János        | Ethan Hawke                |
| 2024 |                                                               | Absolution                                                     | Thug                                 |                      | Hans Petter Moland (2.)    |
| 2025 | Csupasz pisztoly                                              | The Naked Gun                                                  | Frank Drebin Jr.                     | Csernák János        | Akiva Schaffer             |
| 2025 | Jeges pokol 2.                                                | Ice Road: Vengeance                                            | Mike McCann                          |                      | Jonathan Hensleigh (2)     |
| 2025 |                                                               | Cold Storage                                                   | Robert Quinn                         |                      | Jonny Campbell             |

### Televízió
| Év        | Magyar cím                                    | Eredeti cím                                       | Szerep                            | Megjegyzések                                             |
| --------- | --------------------------------------------- | ------------------------------------------------- | --------------------------------- | -------------------------------------------------------- |
| 1978      |                                               | Play for Today                                    | Dermont                           | 1 epizód                                                 |
| 1980      |                                               | BBC2 Playhouse                                    | kovács                            | 1 epizód                                                 |
| 1984      |                                               | Ellis Island                                      | Kevin Murray                      | minisorozat (3 epizód)                                   |
| 1985      | Egy céltudatos asszony                        | A Woman of Substance                              | Blackie O'Neill                   | - 3 részes tévéfilm - magyar hangja: - Vass Gábor        |
| 1985      |                                               | Merlin and the Sword                              | Grak                              | tévéfilm                                                 |
| 1986      | Ha eljön a holnap                             | If Tomorrow Comes                                 | Andre Trignent felügyelő          | minisorozat (2 epizód)                                   |
| 1986      | Miami Vice                                    | Miami Vice                                        | Sean Carroon                      | - 1 epizód - magyar hangja: - Kautzky Armand             |
| 1987      | Barbara Taylor Bradford: Őrizd az álmot!      | Hold the Dream                                    | Blackie O'Neill                   | - minisorozat (1 epizód) - magyar hangja: - Ujlaki Dénes |
| 1987      |                                               | Sword to Silence                                  | Vincent Cauley                    | tévéfilm                                                 |
| 1988      |                                               | Screen Two                                        | Martin Perry                      | 1 epizód                                                 |
| 1996      | 1914–18: A Nagy Háború                        | The Great War and the Shaping of the 20th Century | John Lucy / Adolf Hitler (hangja) | dokumentumsorozat (3 epizód)                             |
| 2000      |                                               | Empires: The Greeks                               | narrátor (hangja)                 | 3 epizód                                                 |
| 2001      |                                               | Evolution                                         | narrátor (hangja)                 | 8 epizód                                                 |
| 2002      |                                               | Liberty's Kids                                    | John Paul Jones (hangja)          | 1 epizód                                                 |
| 2002      |                                               | Martin Luther                                     | narrátor (hangja)                 | kétrészes tévéfilm                                       |
| 2004      |                                               | Patrick                                           | narrátor (hangja)                 | dokumentumfilm                                           |
| 2004–2014 | Saturday Night Live                           | Saturday Night Live                               | önmaga                            | 3 epizód                                                 |
| 2005      | A Simpson család                              | The Simpsons                                      | Sean atya (hangja)                | 1 epizód                                                 |
| 2010      | The Big C – A nagy C                          | The Big C                                         | Bee Man                           | 1 epizód                                                 |
| 2011      |                                               | Life’s Too Short                                  | önmaga                            | 1 epizód                                                 |
| 2011–2014 | Star Wars: A klónok háborúja                  | Star Wars: The Clone Wars                         | Qui-Gon Jinn (hangja)             | 3 epizód                                                 |
| 2012      |                                               | Key & Peele                                       | önmaga                            | 1 epizód                                                 |
| 2014      |                                               | Wild Japan: Snow Monkeys                          | narrátor (hangja)                 | dokumentumfilm                                           |
| 2014–2015 | Family Guy                                    | Family Guy                                        | önmaga (hangja)                   | 2 epizód                                                 |
| 2016      |                                               | 1916: The Irish Rebellion                         | narrátor (hangja)                 | 3 epizód                                                 |
| 2016      | Amynek áll a világ                            | Inside Amy Schumer                                | önmaga                            | 1 epizód                                                 |
| 2016      |                                               | Dream Corp, LLC                                   | Devil Demon (hangja)              | 1 epizód                                                 |
| 2017      |                                               | Red Nose Day Actually                             | Daniel                            | rövidfilm                                                |
| 2017      | Az Orville: Új horizontok                     | The Orville                                       | Jahavus Dorahl                    | - 1 epizód - magyar hangja: - Jakab Csaba                |
| 2018      | A pápa – A történelem legbefolyásosabb embere | Pope: The Most Powerful Man In History            | narrátor                          | dokumentumsorozat (6 epizód)                             |
| 2022      | Lányok Derryből                               | Derry Girls                                       | Constable Byers rendőrfőnök       | 2 epizód                                                 |
| 2022      | Obi-Wan Kenobi                                | Obi-Wan Kenobi                                    | Qui-Gon Jinn (cameo)              | 1 epizód                                                 |
| 2022      | Atlanta                                       | Atlanta                                           | önmaga                            | 1 epizód                                                 |
| 2022      | Star Wars: Históriák                          | Tales of the Jedi                                 | Qui-Gon Jinn (hangja)             | 1 epizód                                                 |
| 2023      |                                               | The Late Show with Stephen Colbert                | narrátor (hangja)                 | 1 epizód                                                 |

## Fontosabb díjak és jelölések
Oscar-díj
- 1994 jelölés: legjobb férfi főszereplő – Schindler listája (1993)

Golden Globe-díj
- 2005 jelölés: legjobb férfi főszereplő (filmdráma) – Kinsey (2004)
- 1997 jelölés: legjobb férfi főszereplő (filmdráma) – Michael Collins (1996)
- 1994 jelölés: legjobb férfi főszereplő (filmdráma) – Schindler listája (1993)

BAFTA-díj
- 1994 jelölés: legjobb férfi főszereplő – Schindler listája (1993)

Velencei Nemzetközi Filmfesztivál
- 1996 díj: Volpi Kupa – Michael Collins (1996)